# Sessa (motorfietsmerk)
Sessa is een historisch merk van motorfietsen.
De bedrijfsnaam was: Costruzione Meccaniche Sessa, Motazzone, Varesa, later Moto Sessa, Milano.
Dit was een klein Italiaans bedrijfje dat mooie motorfietsen met 147 cc ILO-motoren maakte. De productie begon in 1951 maar werd al in 1953 weer beëindigd.